# Christian Gonzalez
Christian Gonzalez (Carrollton, 28 gennaio 2002) è un giocatore di football americano statunitense che milita nel ruolo di cornerback per i New England Patriots della NFL.

## Carriera universitaria
Gonzalez iniziò la carriera nel college football con i Colorado Buffaloes nel 2020 disputando tutte le gare come titolare nella sua prima stagione e mettendo a segno 25 tackle e 5 passaggi deviati. Nel secondo anno ebbe 53 tackle (5,5 con perdita di yard) e 5 passaggi deviati.
Gonzalez si trasferì all'Università dell'Oregon nel 2022 per giocare con gli Oregon Ducks. A fine stagione fu inserito nella formazione ideale della Pac-12 Conference dopo avere fatto registrare 45 tackle, 7 passaggi deviati e 3 intercetti. A fine anno annunciò la sua decisione di passare tra i professionisti.

## Carriera professionistica
Gonzalez era considerato uno dei migliori cornerback selezionabili nel Draft NFL 2023 e una scelta della prima metà del primo giro. Il 27 aprile fu chiamato come diciassettesimo assoluto dai New England Patriots. Debuttò come professionista partendo come titolare nella gara del primo turno persa contro i Philadelphia Eagles in cui mise a segno 7 placcaggi, un passaggio deviato e un sack su Jalen Hurts. La settimana successiva fece registrare il suo primo intercetto su Tua Tagovailoa dei Miami Dolphins. Alla fine di settembre fu premiato come miglior rookie difensivo del mese in cui si allineò contro alcuni dei migliori ricevitori della lega, contenendo Tyreek Hill a una ricezione da 8 yard e Garrett Wilson a tre ricezioni per 18 yard. Il 5 ottobre fu annunciato che Gonzalez avrebbe perso tutto il resto della stagione per una frattura alla spalla.
Nel 2024 Gonzalez fu inserito nel Second-team All-Pro.

## Palmarès
- Second-team All-Pro: 1

2024
- Rookie difensivo del mese: 1

settembre 2023